# لوست (الموسم 2)
الموسم الثاني من المسلسل التلفزيوني الدرامي الأمريكي لوست بدأ عرضه في الولايات المتحدة وكندا في 21 سبتمبر 2005، وانتهى في 24 مايو 2006. يستكمل الموسم الثاني قصص مجموعة من أكثر من أربعين شخصًا تقطعت بهم السبل على جزيرة نائية في جنوب المحيط الهادئ، بعد تحطم طائرتهم قبل 44 يومًا من بداية الموسم. ذكر المنتجون أن الموسم الأول كان يركز على تقديم الناجين، بينما يركز الموسم الثاني على محطة أبحاث علمية تعود إلى سبعينيات القرن الماضي تابعة لمبادرة دارما، والتي اكتشفها الناجون على الجزيرة وأطلقوا عليها اسم "الفتحة" (The Hatch).
عُرض الموسم الثاني يوم الأربعاء الساعة 9:00 مساءً في الولايات المتحدة. بالإضافة إلى الحلقات المنتظمة البالغ عددها 24 حلقة (مدة كل منها حوالي 42 دقيقة)، تم عرض ثلاث حلقات استعراضية تلخص الأحداث السابقة في المسلسل. حلقة "الوجهة المفقودة" (أو "الوجهة لوست") عُرضت قبل الحلقة الأولى، وحلقة "لوست: الوحي" عُرضت قبل الحلقة العاشرة، وحلقة "لوست: الحساب" عُرضت قبل الحلقة العشرين. تم إصدار الموسم على DVD كمجموعة من سبعة أقراص تحت عنوان لوست: الموسم الثاني الكامل - التجربة الممتدة في 5 سبتمبر 2006 بواسطة بوينا فيستا للترفيه المنزلي.

## الطاقم
تم إنتاج الموسم بواسطة Touchstone Television (المعروفة حاليًا باسم استوديوهات ABC)، بالتعاون مع منتجات باد روبوت وغراس سكيرت، وتم عرضه على شبكة ABC في الولايات المتحدة. كان المنتجون التنفيذيون للمسلسل هم جي جي أبرامز (المشارك في الإنشاء)، ديمون ليندلوف (المشارك في الإنشاء)، برايان بيرك، جاك بيندر وكارلتون كيس. تألف فريق الكتّاب من: ليندلوف، كيس، المنتج المشارك التنفيذي ستيفن ماييدا، المنتج المشرف خافيير غريلو-ماركسواتش، المنتجون المشرفون إدوارد كيتسيس وآدم هورويتز، ليونارد ديك، جيف لوب، كريج رايت، بالإضافة إلى المنتجتين إليزابيث سارنوف وكريستينا إم. كيم. أما المخرجون الأساسيون فكانوا جاك بيندر، المنتج ستيفن ويليامز، مشغل الكاميرا بول إدواردز وإريك لانوفيل. بينما تولى ليندلوف وكيوز دور صناع عمل المسلسل.

## طاقم الممثلين

### الرئيسيين

الشخصيات من اليسار إلى اليمين: مستر إيكو، كلير، هيرلي، كيت، جين، آنا لوسيا، سعيد، جاك، سوير، صن، تشارلي، ليبي، مايكل ولوك

تضمنت الموسم الثاني ستة عشر دورًا رئيسيًا، حيث عاد ثلاثة عشر ممثلًا من الموسم الأول. وتم إدراج الممثلين حسب الترتيب الأبجدي
- أديوالي أكينوي-أغباجي بدور مستر إيكو، زعيم مخدرات سابق تحول إلى كاهن.[3]
- نافين أندروز بدور سعيد جراح، جندي سابق في الحرس الجمهوري العراقي.[4]
- إميلي دي رافين بدور كلير ليتلتون، الأم الجديدة.[5]
- ماثيو فوكس بدور د. جاك شيبارد، قائد الناجين.[6]
- خورخي غارسيا بدور هيوغو "هيرلي" رييس، مليونير غير محظوظ يعاني من اضطرابات نفسية، وغالبًا ما يقدم جانبًا كوميديًا.[7]
- ماجي غريس بدور شانون روذرفورد، التي لا تزال تتعافى من وفاة شقيقها بون.
- جوش هولواي بدور جيمس "سوير" فورد، محتال محترف.
- مالكولم ديفيد كيلي بدور والت لويد، ابن مايكل، وكان يظهر فقط في الحلقات التي يشارك فيها.[8]
- دانيال داي كيم بدور جين كوون، الكوري الذي لا يتحدث الإنجليزية.
- يونجين كيم بدور صن كوون، زوجة جين الناطقة بالإنجليزية.
- إيفانجلين ليلي بدور كيت أوستن، الهاربة من العدالة.
- دومينيك موناغان بدور تشارلي بيس، نجم روك ومدمن متعافٍ من المخدرات.
- تيري أوكوين بدور جون لوك، "رجل الإيمان".[9]
- هارولد بيرينو بدور مايكل داوسون، والد والت الذي اختطفه "الآخرون".
- ميشيل رودريغيز بدور آنا لوسيا كورتيز، ضابطة شرطة وقائدة الناجين من ذيل الطائرة.[10]
- سينثيا واتروس بدور ليبي، إحدى الناجيات من ذيل الطائرة.[11]

### النجم الضيف الخاص
- إيان سومرهالدر بدور بون كارلايل

### الأدوار المتكررة
- مايكل إيمرسون بدور رجل يدعى هنري غيل، يُشتبه في أنه أحد "الآخرين"، وهم مجموعة من السكان الغامضين الذين يرهبون الناجين.
- ل. سكوت كالدويل بدور روز هندرسون.
- سام أندرسون بدور برنارد نادلر، زوج روز.
- كيمبرلي جوزيف بدور المضيفة سيندي، التي ظهرت في الحلقة التجريبية.
- هنري إيان كوسيك بدور ديزموند هيوم، الرجل الذي عاش في "الفتحة" لمدة ثلاث سنوات.[12]
- ميرا فورلان بدور دانييل روسو، العضو الوحيد الباقي على قيد الحياة من فريق علماء وصل إلى الجزيرة على متن سفينة قبل ستة عشر عامًا.
- إم. سي. غيني بدور توم، أحد "الآخرين".
- تانيا ريموند بدور أليكس، إحدى "الآخرين".
- جون تيري بدور كريستيان شيبارد، والد جاك الذي يظهر في الفلاشباك.
- فرانسوا تشاو بدور العالِم الذي يظهر في أفلام التوجيه لمبادرة دارما.[13]
- كلانسي براون بدور كيلفن إنمان، رفيق ديزموند في "الفتحة".
- كيتي ساغال بدور هيلين، حبيبة جون لوك اللتي تتورط في علاقته المضطربة مع والده.

## الإستقبال
على موقع الطماطم الفاسدة، حصل الموسم على تقييم موافقة بنسبة 100% بمتوسط نقاط 9.2/10 بناءً على 12 مراجعة. وتشير إجماع آراء النقاد على الموقع إلى أن "هذا الموسم الثاني ينزلق بسلاسة نحو القبول، حيث يعمق غموض الجزيرة ويغوص أكثر في شخصيات الناجين."
تم ترشيح الموسم لتسع جوائز إيمي، لكنه لم يفز بأي منها. وشملت الترشيحات: كارلتون كيس ودامون ليندلوف عن فئة الكتابة المتميزة لمسلسل درامي عن حلقة "المزمور 23"؛ وجاك بندر عن فئة الإخراج المتميز لمسلسل درامي عن حلقة "نعيش معا، نموت وحدنا"؛ وهنري إيان كوسيك عن فئة الممثل الضيف المتميز في مسلسل درامي؛ ومايكل بونفيلان عن فئة التصوير السينمائي المتميز لمسلسل بكاميرا واحدة عن حلقة "رجل العلم، رجل الإيمان"؛ وترشيحان عن فئة المونتاج المتميز لمسلسل درامي بكاميرا واحدة؛ وفئة الاختيار المتميز للممثلين لمسلسل درامي؛ وفئة المزج الصوتي المتميز لمسلسل بكاميرا واحدة؛ وفئة المؤثرات البصرية الخاصة المتميزة لمسلسل.
كما رُشّح الموسم لثلاث جوائز غولدن غلوب: ماثيو فوكس عن فئة الممثل الرئيسي، ونافين أندروز عن فئة الممثل المساعد، بينما فاز المسلسل بجائزة أفضل مسلسل درامي.
تصدرت مجموعة DVD المبيعات في الأسبوع الأول من إصدارها، حيث بيعت 500,000 نسخة في اليوم الأول. كما حققت الحلقة الأولى من الموسم أعلى نسبة مشاهدة للمسلسل، حيث شاهدها 23.47 مليون مشاهد أمريكي. وبشكل عام، بلغ متوسط عدد المشاهدين الأمريكيين للموسم 18.91 مليون مشاهد.

## الحلقات
يشير عمود "رقم في السلسلة" إلى رقم الحلقة ضمن السلسلة الإجمالية، بينما يشير عمود "رقم في الموسم" إلى رقم الحلقة ضمن هذا الموسم المحدد. تشير عبارة "الشخصية (الشخصيات) المميزة" إلى الشخصية (الشخصيات) التي تظهر قصتها الخلفية في لقطات الماضي في الحلقة. يشير مصطلح "المشاهدون الأمريكيون (بالملايين)" إلى عدد المشاهدين في الولايات المتحدة بالملايين الذين شاهدوا الحلقة أثناء بثها.
| ر. الإجمالي | ر. في الموسم | العنوان                                                 | المخرج         | الكاتب                               | شخصيات مضمنة                       | تاريخ العرض الأصلي | عدد المشاهدات في الولايات المتحدة (بالمليون) |
| --- | ------------ | ------------------------------------------------------- | -------------- | ------------------------------------ | ---------------------------------- | ------------------ | -------------------------------------------- |
| 26 | 01           | «رجل العلم، رجل الإيمان» "Man of Science, Man of Faith" | جاك بيندر      | دامون ليندلوف                        | جاك                                | 21 سبتمبر 2005     | 23.47                                        |
| جاك، كيت، ولوك يحققون في الفتحة ويجدون ديزموند، رجل يعيش بداخلها. أثناء البحث عن فينسنت، تظهر لشانون رؤية مرعبة لوالت في الغابة. في الفلاشباك، يجري جاك عملية جراحية لزوجته المستقبلية ويقابل ديزموند. |              |                                                         |                |                                      |                                    |                    |                                              |
| 27 | 02           | «منجرف» "Adrift"                                        | ستيفن وليامز   | ستيفن مايدا & ليونارد ديك            | مايكل                              | 28 سبتمبر 2005     | 23.17                                        |
| مايكل وسوير ينجرفان عائدين إلى الشاطئ. عند الوصول، يريان جين يخرج من الأدغال، بعد أن وجده مجموعة يعتقدون أنهم من "الآخرين". في الفتحة، يجبر ديزموند لوك على إدخال مجموعة من الأرقام، مطابقة لأرقام اليانصيب الفائزة لهيرلي، في جهاز كمبيوتر. في الفلاشباك، يتخلى مايكل عن حضانة والت البالغ من العمر عامين لصالح والدته. |              |                                                         |                |                                      |                                    |                    |                                              |
| 28 | 03           | «توجيه» "Orientation"                                   | جاك بيندر      | خافيير غريللو ماركسواتش & كريغ رايت  | لوك                                | 5 أكتوبر 2005      | 22.38                                        |
| جاك ولوك يكتشفان أن الفتحة هي محطة تعود إلى سبعينيات القرن الماضي بُنيت للتحكم في شذوذ كهرومغناطيسي على الجزيرة، ويتعرفان على أنها بُنيت بواسطة مبادرة دارما، وهي فريق بحث علمي. مايكل، سوير، وجين يكتشفون أنهم محتجزون من قبل الناجين من القسم الخلفي لرحلة 815. في الفلاشباك، يعاني لوك من مشاكل مع والده وعلاقته مع هيلين، التي تساعده في محاولة التخلي عن هذه المشاكل. |              |                                                         |                |                                      |                                    |                    |                                              |
| 29 | 04           | «الجميع يكره هوغو» "Everybody Hates Hugo"               | آلان تايلور    | إدوارد كتسس & آدم هوروويتز           | هيرلي                              | 12 أكتوبر 2005     | 21.66                                        |
| يأخذ ناجو القسم الخلفي مايكل، سوير، وجين إلى محطة دارما المهجورة. يتم تكليف هيرلي بتقسيم الطعام في الفتحة. كلير وشانون تجدان الزجاجة التي تحتوي على الرسائل من الطوف. في الفلاشباك، يترك هيرلي وظيفته ويصبح صديقه المقرب ضدّه بعد فوزه باليانصيب. |              |                                                         |                |                                      |                                    |                    |                                              |
| 30 | 05           | «...و وجد» "...And Found"                               | ستيفن ويليامز  | كارلتون كيس & دامون ليندلوف          | صن & جين                           | 19 أكتوبر 2005     | 21.38                                        |
| مايكل يبحث عن والت، وجين ومستر إيكو يلحقان به ويريان "الآخرين". خوفًا على حياة زوجها، تبحث صن عن خاتم زفافها المفقود وتجده. في الفلاشباك، تُظهر حياة كل من صن وجين بشكل منفصل في كوريا، قبل لقائهما الأول. |              |                                                         |                |                                      |                                    |                    |                                              |
| 31 | 06           | «منبوذة» "Abandoned"                                    | آدم دافيدسون   | إليزابيث سارنوف                      | شانون                              | 9 نوفمبر 2005      | 20.01                                        |
| شانون تعتقد أن والت موجود على الجزيرة وتبدأ في البحث عنه. مع اقتراب سوير من الموت، تنتقل آنا لوسيا وناجو القسم الخلفي إلى معسكر ناجي جسم الطائرة. عند الخلط بين شانون وأحد "الآخرين"، تطلق آنا لوسيا النار على شانون وتقتلها. في الفلاشباك، تتعامل شانون مع وفاة والدها. |              |                                                         |                |                                      |                                    |                    |                                              |
| 32 | 07           | «الـ 48 يوما الأخرى» "The Other 48 Days"                | إيريك لينوفيل  | دامون ليندلوف & كارلتون كيس          | آنا لوسيا، برنارد، ليبي ومستر إيكو | 16 نوفمبر 2005     | 21.87                                        |
| يتم سرد الأيام الـ48 الأولى بعد تحطم الطائرة من وجهة نظر ناجي القسم الخلفي. على مدار عدة ليال، يتسلل "الآخرين" إلى معسكرهم ويختطفون العديد من الناجين، مما يجبر الباقين على اللجوء إلى محطة دارما. خلال هذه الحلقة، يتم الكشف عن أن الرد اللاسلكي الذي تلقاه بون في الموسم الأول كان من برنارد، أحد ناجي القسم الخلفي. تقرر المجموعة القيام برحلة طويلة عبر الجزيرة في محاولة للانضمام إلى الناجين الآخرين من جسم الطائرة. تنتهي رحلتهم بالمواجهة المأساوية حيث تطلق آنا لوسيا النار عن طريق الخطأ على شانون.                                                                                       |              |                                                         |                |                                      |                                    |                    |                                              |
| 33 | 08           | «تصادم» "Collision"                                     | ستيفن ويليامز  | خافيير غريللو-ماركسواش & ليونارد ديك | آنا لوسيا                          | 23 نوفمبر 2005     | 19.29                                        |
| يأتي مستر إيكو بسوير إلى الفتحة لتلقي العلاج الطبي. تحتجز آنا لوسيا سعيد كرهينة بعد محاولته قتلها انتقامًا لقتلها شانون عن طريق الخطأ. في الفلاشباك، تكون آنا لوسيا شرطية تقتل رجلًا بدم بارد بعد أن أطلق النار عليها سابقًا. |              |                                                         |                |                                      |                                    |                    |                                              |
| 34 | 09           | «ما فعلته كيت» "What Kate Did"                          | بول إدواردز    | ستيفن مايدا & كريغ رايت              | كيت                                | 30 نوفمبر 2005     | 21.54                                        |
| كيت تعتني بسوير المصاب بينما تجري جنازة شانون، التي ترفض آنا لوسيا حضورها. بينما يتم تحذير لوك ومستر إيكو بعدم استخدام كمبيوتر الفتحة للتواصل، يستخدم مايكل الكمبيوتر للتواصل مع شخص يعتقد أنه والت. في الفلاشباك، يتم الكشف عن الجريمة الأصلية لكيت، وهي قتل والدها المسيء. |              |                                                         |                |                                      |                                    |                    |                                              |
| 35 | 10           | «المزمور 23» "The 23rd Psalm"                           | مات إيرل بيسلي | كارلتون كيس & دامون ليندلوف          | مستر إيكو                          | 11 يناير 2006      | 20.56                                        |
| يأخذ تشارلي مستر إيكو إلى طائرة مهربي المخدرات. يجد السيد إيكو جثة شقيقه في الطائرة. يأخذ تشارلي بعض التماثيل المليئة بالهيروين، وتفقد كلير ثقتها في تشارلي. في الفلاشباك، يكون مستر إيكو زعيم عصابة مخدرات في نيجيريا، ويتسبب عن طريق الخطأ في مقتل شقيقه ووضعه في الطائرة. |              |                                                         |                |                                      |                                    |                    |                                              |
| 36 | 11           | «فرقة الصيد» "The Hunting Party"                        | ستيفن ويليامز  | إيليزابيث سارنوف & كريستينا م. كيم   | جاك                                | 18 يناير 2006      | 19.13                                        |
| يغادر مايكل الناجين بحثًا عن والت. يلاحق جاك، لوك، وسوير مايكل ولكنهم يواجهون "الآخرين" في الغابة. يأخذ "الآخرين" كيت كرهينة ولكنهم يطلقون سراحها عندما يتخلى جاك، لوك، وسوير عن أسلحتهم ويوافقون على العودة. وبالتالي، يضطرون إلى التراجع دون مايكل، الذي أصبح الآن تحت قبضة الآخرين. في الفلاشباك، جاك تتركه زوجته. |              |                                                         |                |                                      |                                    |                    |                                              |
| 37 | 12           | «نار + ماء» "Fire + Water"                              | جاك بيندر      | إدوارد كيتسس وآدم هوروويتز           | تشارلي                             | 25 يناير 2006      | 19.05                                        |
| يحلم تشارلي بأن حياة آرون في خطر ويعتقد أن الطفل يحتاج إلى التعميد. كلير، التي تعتقد أن تشارلي قد يكون يتعاطى المخدرات، تشعر بالاشمئزاز منه، وينقل لوك تماثيل الهيروين إلى الفتحة. في الفلاشباك، تحاول فرقة تشارلي الموسيقية التي حققت نجاحًا باهرًا ذات مرة استعادة بعض من شهرتها السابقة. |              |                                                         |                |                                      |                                    |                    |                                              |
| 38 | 13           | «الاحتيال الطويل» "The Long Con"                        | روكسان داوسون  | ستيفن مايدا & ليونارد ديك            | سوير                               | 8 فبراير 2006      | 18.74                                        |
| عندما تتعرض صن لهجوم غامض، يتصاعد التوتر بين جاك، لوك، كيت، وآنا لوسيا حول الأسلحة. يتم الكشف عن أن سوير وتشارلي قد خدعاهم جميعًا كوسيلة لكي يسيطر سوير على الأسلحة وينتقم تشارلي من لوك. في الفلاشباك يخدع سوير على مضض امرأة كان يطور مشاعره تجاهها. |              |                                                         |                |                                      |                                    |                    |                                              |
| 39 | 14           | «واحدا منهم» "One Of Them"                              | ستيفن ويليامز  | دامون ليندلوف & كارلتون كيس          | سعيد                               | 15 فبراير 2006     | 18.20                                        |
| تقود روسو سعيد إلى رجل محتجز تعتقد أنه أحد "الآخرين". يدعي الرجل أن اسمه هنري غيل وأنه تحطم على الجزيرة أثناء قيادته منطادًا هوائيًا. ومع ذلك، يعتقد سعيد أنه أحد "الآخرين"، ويعود إلى أساليبه كمعذب للحصول على معلومات من الأسير. في الفلاشباك، يعذب سعيد سجينًا في العراق لأول مرة. |              |                                                         |                |                                      |                                    |                    |                                              |
| 40 | 15           | «إجازة الأمومة» "Maternity Leave"                       | جاك بيندر      | داون لامبرتسون كيلي & مات راغيانتي   | كلير                               | 1 مارس 2006        | 16.43                                        |
| عندما يمرض آرون، تسافر كلير، كيت، وروسو إلى المكان الذي احتُجزت فيه كلير، وهو محطة دارما الطبية المهجورة، على أمل العثور على علاج. يتجادل جاك ولوك حول كيفية التعامل مع الأسير هنري. تبدأ ذكريات كلير عن احتجازها من قبل إيثان وهروبها بمساعدة روسو وابنتها، التي أصبحت الآن واحدة من "الآخرين". |              |                                                         |                |                                      |                                    |                    |                                              |
| 41 | 16           | «الحقيقة الكاملة» "The Whole Truth"                     | كارين غافيولا  | إيليزابيث سارنوف & كريستينا م. كيم   | صن                                 | 22 مارس 2006       | 15.30                                        |
| تبحث آنا لوسيا، سعيد، وتشارلي عن منطاد هنري. تكتشف صن أنها حامل. في الفلاشباك، تكتشف صن أن جين عقيم. |              |                                                         |                |                                      |                                    |                    |                                              |
| 42 | 17           | «الإغلاق» "Lockdown"                                    | ستيفن ويليامز  | كارلتون كيس & دامون ليندلوف          | لوك                                | 29 مارس 2006       | 16.21                                        |
| تُحبس الفتحة لوك فجأة، مما يضطره إلى طلب من هنري إدخال الأرقام في الكمبيوتر. تعود آنا لوسيا، سعيد، وتشارلي وتكشف أن "هنري غيل" كاذب وأنه أحد "الآخرين". في الفلاشباك، ترفض هيلين عرض زواج لوك بسبب عدم قدرته على التخلي عن الألم الذي سببه له والده. |              |                                                         |                |                                      |                                    |                    |                                              |
| 43 | 18           | «ديف» "Dave"                                            | جاك بيندر      | إدوارد كيتسس وآدم هوروويتز           | هيرلي                              | 5 أبريل 2006       | 16.38                                        |
| يهرع هيرلي خلف صديقه الخيالي القديم "ديف" في الغابة، وتتطور علاقته مع ليبي. يشكك لوك في التزامه بالفتحة بعد أن يدعي "هنري" أنه لم يدخل الأرقام أبدًا. يتذكر هيرلي وقته في مصحة نفسية. يتم الكشف عبر الفلاشباك أن ليبي كانت أيضًا مريضة في المصحة النفسية مع هيرلي. |              |                                                         |                |                                      |                                    |                    |                                              |
| 44 | 19           | «نداء إستغاثة» "S.O.S"                                  | اريك لينوفيل   | ستيفن مايدا & ليونارد ديك            | روز و برنارد                       | 12 أبريل 2006      | 15.68                                        |
| يحاول برنارد إنشاء إشارة استغاثة، لكنه يتوقف عندما تخبره روز أنها تريد البقاء على الجزيرة لأنها تعتقد أنها شفيت من السرطان. تتجدد الشرارة الرومانسية بين جاك وكيت. يستمر لوك في فقدان الإيمان بالجزيرة. في الفلاشباك، يقضي برنارد وروز شهر العسل في أستراليا. يعود مايكل من الغابة عندما يحاول جاك وكيت مبادلة "هنري" مع "الآخرين" مقابل والت. |              |                                                         |                |                                      |                                    |                    |                                              |
| 45 | 20           | «إثنان للطريق» "Two for the Road"                       | بول إدواردز    | إيليزابيث سارنوف & كريستينا م. كيم   | آنا لوسيا                          | 3 مايو 2006        | 15.56                                        |
| يعود مايكل بأخبار تفيد بأن "الآخرين" بلا دفاعات تقريبًا. تحاول آنا لوسيا إجبار "هنري" على قول الحقيقة. يأخذ هيرلي ليبي في موعد مفاجئ. في الفتحة، يطلق مايكل النار على آنا لوسيا مرة وعلى ليبي مرتين، من أجل إطلاق سراح "هنري". في الفلاشباك، تعمل آنا لوسيا كحارسة شخصية لوالد جاك في أستراليا. |              |                                                         |                |                                      |                                    |                    |                                              |
| 46 | 21           | «؟»                                                     | ديران سارافيان | دامون ليندلوف & كارلتون كيس          | مستر إيكو                          | 10 مايو 2006       | 16.35                                        |
| يجد مستر إيكو ولوك محطة دارما أخرى، تسمى "اللؤلؤة"، والتي تراقب المحطات الأخرى بالفيديو. ملقياً اللوم على "هنري" لوفاة آنا لوسيا، يشاهد مايكل بقلق بينما تكافح ليبي من أجل البقاء. يتصارع جاك والناجون الآخرون مع وداع ليبي، بينما يحاولون مساعدتها على الرحيل بسلام. في الفلاشباك، يحقق مستر إيكو في معجزة ككاهن في أستراليا. |              |                                                         |                |                                      |                                    |                    |                                              |
| 47 | 22           | «ثلاث دقائق» "Three Minutes"                            | ستيفن ويليامز  | إدوارد كيتسس وآدم هوروويتز           | مايكل                              | 17 مايو 2006       | 14.67                                        |
| يقنع مايكل جاك، كيت، سوير، وهيرلي بمساعدته في إنقاذ والت. في الجنازة المزدوجة لآنا لوسيا وليبي، يخبر سعيد جاك عن شكوكه في أن مايكل قد تم اختراقه من قبل "الآخرين". تكشف الفلاشباك عن وقت مايكل في الأسر لدى "الآخرين"، حيث أبرم صفقة لإطلاق سراح "هنري" أولاً، ثم مقايضة جاك، كيت، سوير، وهيرلي مقابل والت. تلاحظ صن قارب شراعي يتجه نحو الشاطئ. |              |                                                         |                |                                      |                                    |                    |                                              |
| 4849 | 2324         | «نعيش معا، نموت وحدنا» "Live Together, Die Alone"       | جاك بيندر      | دامون ليندلوف & كارلتون كيس          | ديزموند                            | 24 مايو 2006       | 17.84                                        |
| في الفلاشباك، يتحطم ديزموند على الجزيرة ويعيش لاحقًا في الفتحة مع رجل يدعى كيلفن، الذي يقتله لاحقًا عن طريق الخطأ. في هذه الأثناء، يقود مايكل جاك، كيت، سوير، وهيرلي إلى "الآخرين"، حيث يقعون في فخ. يأخذ "هنري"، الذي يبدو أنه زعيم "الآخرين"، جاك، كيت، وسوير كأسرى، ويطلق سراح هيرلي، ويسمح لمايكل ووالت بمغادرة الجزيرة على قارب. يعود ديزموند ويقول إنه يعتقد أنه تسبب في تحطم رحلة 815 عندما أدخل الأرقام في الكمبيوتر متأخرًا. يتوقف لوك عن إدخال الأرقام ويحبس نفسه، مستر إيكو، تشارلي، وديزموند داخل الفتحة، التي تنهار. في الخاتمة، يكتشف العلماء العاملون لدى بينيلوبي ويدمور موقع الجزيرة. |              |                                                         |                |                                      |                                    |                    |                                              |

## إصدارات الوسائط المنزلية
تم إصدار الموسم الثاني كمجموعة DVD مكونة من سبعة أقراص بتنسيق واسع الشاشة (widescreen) في المنطقة 1 (Region 1) في الولايات المتحدة في 5 سبتمبر 2006، وفي المملكة المتحدة في 2 أكتوبر 2006، تحت عنوان "لوست: الموسم الثاني الكامل – التجربة الممددة". تتضمن هذه الإصدارات أيضًا محتوى إضافيًا، مثل لقطات من وراء الكواليس، ومشاهد محذوفة، وتعليقات صوتية، وجدول بإسم (ترابط مفقود [لوست])، الذي يوضح كيفية ارتباط جميع الشخصيات على الجزيرة ببعضها البعض. تم إصدار الموسم لاحقًا على أقراص بلو راي في 16 يونيو 2009.
في المملكة المتحدة، تم إصدار المسلسل في البداية على مجموعتين: تم إصدار الحلقات الـ12 الأولى كمجموعة DVD مكونة من أربعة أقراص بتنسيق واسع الشاشة في 17 يوليو 2006. بينما تم إصدار الحلقات المتبقية من الموسم الثاني كمجموعة DVD مكونة من أربعة أقراص في 2 أكتوبر 2006. كما تم إصدار المجموعة في المنطقة 4 (Region 4) في 4 أكتوبر 2006.
| لوست: الموسم الثاني الكامل – التجربة الممتدة | | | | | |
| تفاصيل المجموعة | تفاصيل المجموعة | تفاصيل المجموعة | مميزات خاصة | مميزات خاصة | مميزات خاصة |
| - 24 حلقة - مجموعة مكونة من 7 أقراص - نسبة العرض إلى الارتفاع 1.78:1 - الترجمة: الإنجليزية - الصوت: الإنجليزية (Dolby Digital 5.1 Surround) – DVD - الإنجليزية (DTS-HD Master Audio 5.1 Surround) – Blu-ray | - 24 حلقة - مجموعة مكونة من 7 أقراص - نسبة العرض إلى الارتفاع 1.78:1 - الترجمة: الإنجليزية - الصوت: الإنجليزية (Dolby Digital 5.1 Surround) – DVD - الإنجليزية (DTS-HD Master Audio 5.1 Surround) – Blu-ray | - 24 حلقة - مجموعة مكونة من 7 أقراص - نسبة العرض إلى الارتفاع 1.78:1 - الترجمة: الإنجليزية - الصوت: الإنجليزية (Dolby Digital 5.1 Surround) – DVD - الإنجليزية (DTS-HD Master Audio 5.1 Surround) – Blu-ray | - التعليقات الصوتية - "رجل العلم، رجل الإيمان" بقلم دامون ليندلوف، وكارلتون كيس، وبريان بورك، وجاك بيندر - "ما فعلته كيت" بقلم بول إدواردز ومايكل بونفيلين وإيفانجلين ليلي - "المزمور 23" بقلم دامون ليندلوف، وكارلتون كيس، وبرايان بورك - "الحقيقة الكاملة" بقلم إليزابيث سارنوف، وكريستينا إم. كيم، ويونجين كيم، ودانييل داي كيم - "ديف" لجاك بيندر، وخورخي جارسيا، وسينثيا واتروس - المرحلة 1: الملاحظة - نار + ماء: تشريح حلقة - لوست: في الموقع - العالم حسب سوير - المرحلة الثانية: التكييف - الفلاشباك الضائع [لوست] - منبوذة - الإغلاق: والد لوك - مشاهد محذوفة - أخطاء تصويرية ضائعة [لوست] - المرحلة 3: الخاتمة - الاتصالات المفقودة [لوست] - ألغاز ونظريات ومؤامرات - أسرار من الفتحة | - التعليقات الصوتية - "رجل العلم، رجل الإيمان" بقلم دامون ليندلوف، وكارلتون كيس، وبريان بورك، وجاك بيندر - "ما فعلته كيت" بقلم بول إدواردز ومايكل بونفيلين وإيفانجلين ليلي - "المزمور 23" بقلم دامون ليندلوف، وكارلتون كيس، وبرايان بورك - "الحقيقة الكاملة" بقلم إليزابيث سارنوف، وكريستينا إم. كيم، ويونجين كيم، ودانييل داي كيم - "ديف" لجاك بيندر، وخورخي جارسيا، وسينثيا واتروس - المرحلة 1: الملاحظة - نار + ماء: تشريح حلقة - لوست: في الموقع - العالم حسب سوير - المرحلة الثانية: التكييف - الفلاشباك الضائع [لوست] - منبوذة - الإغلاق: والد لوك - مشاهد محذوفة - أخطاء تصويرية ضائعة [لوست] - المرحلة 3: الخاتمة - الاتصالات المفقودة [لوست] - ألغاز ونظريات ومؤامرات - أسرار من الفتحة | - التعليقات الصوتية - "رجل العلم، رجل الإيمان" بقلم دامون ليندلوف، وكارلتون كيس، وبريان بورك، وجاك بيندر - "ما فعلته كيت" بقلم بول إدواردز ومايكل بونفيلين وإيفانجلين ليلي - "المزمور 23" بقلم دامون ليندلوف، وكارلتون كيس، وبرايان بورك - "الحقيقة الكاملة" بقلم إليزابيث سارنوف، وكريستينا إم. كيم، ويونجين كيم، ودانييل داي كيم - "ديف" لجاك بيندر، وخورخي جارسيا، وسينثيا واتروس - المرحلة 1: الملاحظة - نار + ماء: تشريح حلقة - لوست: في الموقع - العالم حسب سوير - المرحلة الثانية: التكييف - الفلاشباك الضائع [لوست] - منبوذة - الإغلاق: والد لوك - مشاهد محذوفة - أخطاء تصويرية ضائعة [لوست] - المرحلة 3: الخاتمة - الاتصالات المفقودة [لوست] - ألغاز ونظريات ومؤامرات - أسرار من الفتحة |
| تواريخ الإصدار | | | | | |
| الولايات المتحدة · كندا | أستراليا | اليابان | المملكة المتحدة | المملكة المتحدة | المملكة المتحدة |
| الولايات المتحدة · كندا | أستراليا | اليابان | الجزء الأول | الجزء الثاني | كامل |
| 5 سبتمبر 2006 | 4 أكتوبر 2006 | 21 مارس 2007 | 17 يوليو 2006 | 4 أكتوبر 2006 | 4 أكتوبر 2006 |